# 음성 기호
음성 기호(音聲記號)는 음성을 표기하는 기호이다.

## 종류
- 국제 음성 기호
- X-SAMPA
- 한글에 의한 음성 기호